# Петровская икона Божией Матери
Петровская икона Божией Матери — икона Богородицы, почитаемая чудотворной. Предание приписывает её авторство митрополиту Петру. Считается первой московской чудотворной иконой.
Празднование иконе совершается 24 августа (6 сентября).

## История иконы
Согласно житию митрополита Петра (самая ранняя редакция относится к 1327 году), он был иконописцем и написал эту икону в бытность игуменом Спасо-Преображенского монастыря на Волыни. Икона была преподнесена им в дар митрополиту Максиму, который принёс её во Владимир, где находилась кафедра Киевских митрополитов. После смерти Максима в 1305 году начался спор за место первосвятителя Киевской митрополии: галицкий князь Юрий Львович направил в Константинополь Петра, а Михаил Ярославич — игумена Геронтия. Последний взял с собой в дорогу образ Богородицы, находившийся у митрополита Максима.
Житие сообщает, что во время плаванья Геронтия в Константинополь ему во сне было видение иконы Богородицы, от которой был глас:

Напрасно ты, старец, трудишься, ибо не достанется тебе святительский сан, которого ты ищешь. Но тот, который написал меня — Ратский игумен Петр — служитель Сына Моего и Бога и Мой, будет возведен на престол святительский и право упасет людей Своих, за которых Сын Мой — Христос Господь — пролил кровь Свою, от Меня воспринятую, и богоугодно пожив, в старости доброй с радостью отойдет к Владыке всех.

Однако игумен Петр прибыл в Константинополь раньше Геронтия. Патриарх Константинопольский Афанасий поставил его новым митрополитом Киевским и всея Руси. После этого в Константинополь прибыл игумен Геронтий. Патриарх Афанасий отобрал у него икону Богородицы, написанную игуменом Петром. Пётр перенёс её вначале во Владимир, а в 1325 году, когда кафедра митрополита стала располагаться в Москве, поместил её в Успенском соборе Московского Кремля. В источниках XV века икона называлась «животворивой» и, вероятно, помещалась у гроба святителя Петра и упоминается в летописных рассказах о спасении Москвы от врагов. Петровская икона особо почиталась московскими первосвятителями — её носили перед ними на крестных ходах, приносили на поклонение к их гробницам. Патриарх Иов брал Петровскую икону вместе с Владимирской и Донской, когда ходил к Борису Годунову просить его принять царство. В 1613 году икона была принесена в Кострому, где участвовала в призвании на царство Михаила Фёдоровича.

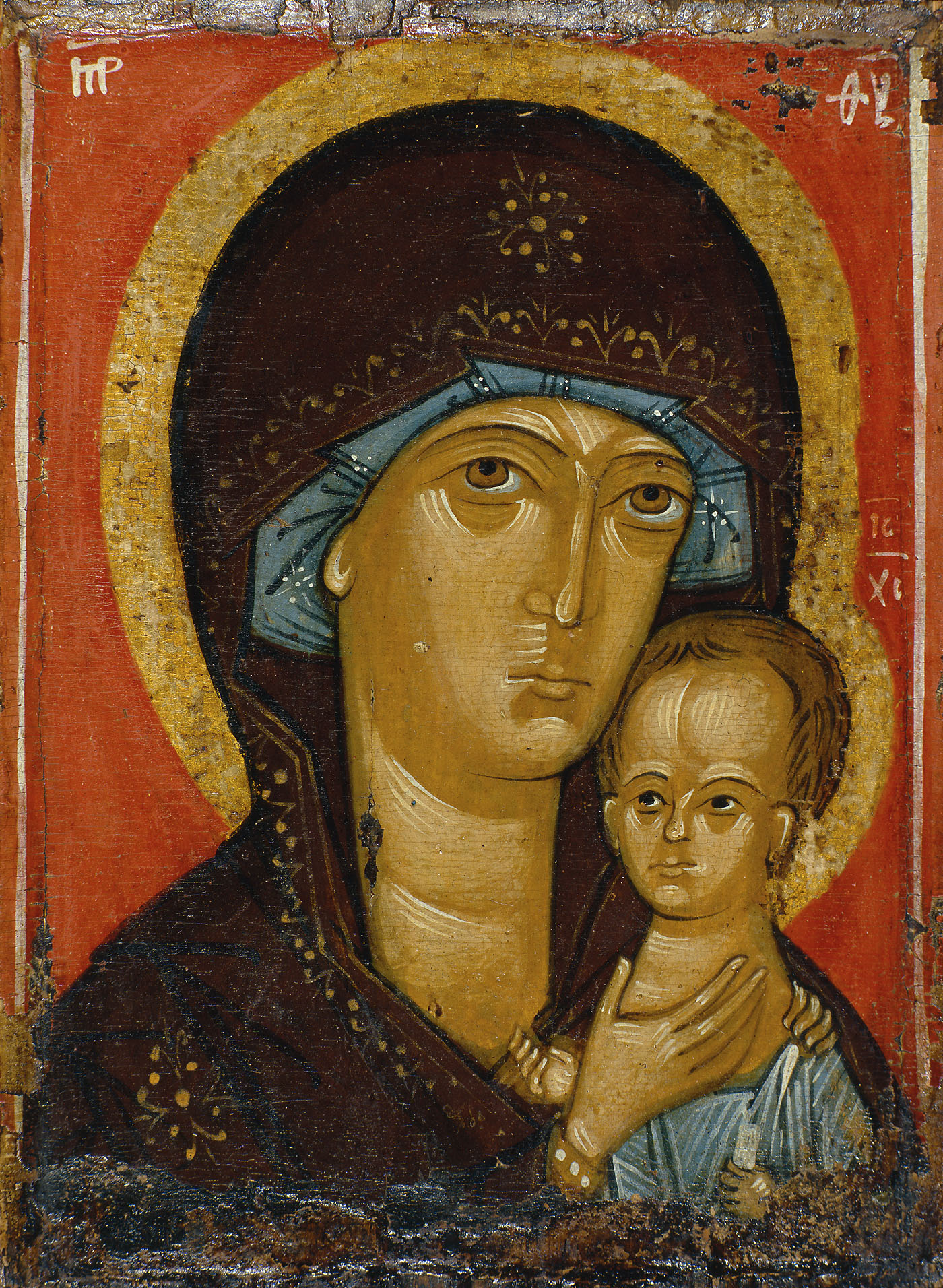
Новгородский список XIV века

На рубеже XIX—XX веков чудотворная древняя икона исчезла из собора, в нём осталась небольшая икона-пядница (30,5 × 24,5 см) неизвестного происхождения, датируемая концом XIV — началом XV века, находящаяся в южном пристенном иконостасе Успенского собора. Возможно, она и является на самом деле древним почитаемым образом. Об этом косвенно свидетельствует её точный список, сделанный Назарием Савиным в 1614 году, который не только повторяет её до мельчайших деталей, но и единственный содержит надписание «Петровская».

## Списки
- Новгородский список XIV века (Государственная Третьяковская галерея, Москва);
- Чтимый список XVI века (Кирилло-Белозерский музей-заповедник, Кириллов);
- Чтимый список в Калуге.